# Brickendon and Woolmers Estates
Brickendon and Woolmers Estates sont deux propriétés agricoles adjacentes datant de 1817 situées près de Longford en Tasmanie, en Australie et où, à une certaine époque, des bagnards étaient employés comme ouvriers agricoles en échange de nourriture et de vêtements.

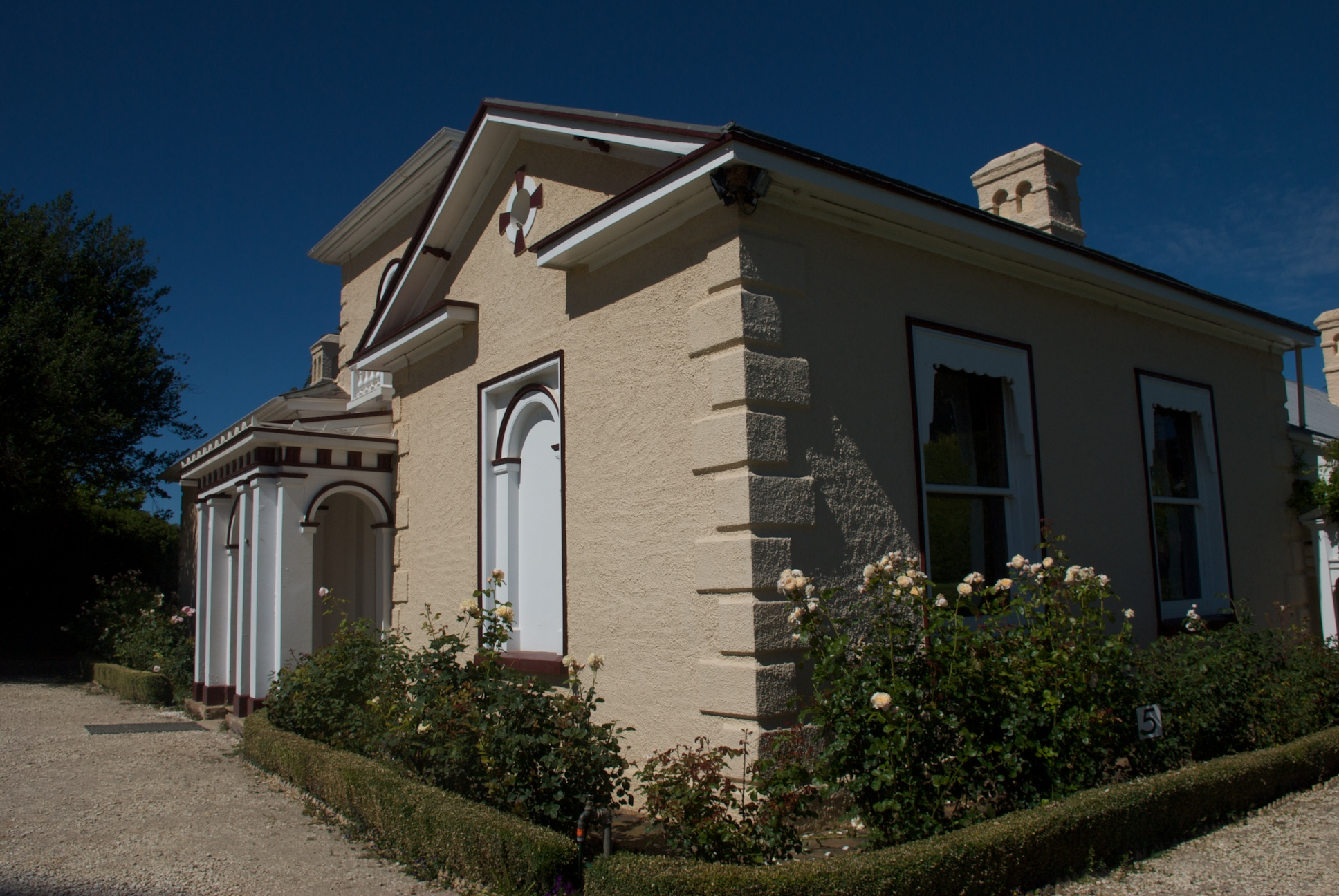
Les bâtiments de Woolmers Estate.

Ces deux propriétés agricoles d'une superficie de 550 ha sont exploitées depuis 6 générations (du début des années 1800 jusqu'à nos jours) par une même famille.
Elles ont été inscrites sur la liste du patrimoine national australien en novembre 2007 comme étant d'une importance nationale exceptionnelle en raison de leur étroite association avec le système d'exploitation des forçats, et, en juillet 2010, incluses sur la liste du patrimoine mondial en tant que sites de bagnes australiens.